# Caserío Ibarrola Haundi
El caserío Ibarrola Haundi en Usúrbil (Provincia de Guipúzcoa, España) se sitúa en lo alto de una ancha loma al S del barrio de Kalezar.
Es de planta rectangular, con cubierta de madera a dos aguas y gallur (construcción) perpendicular a la fachada principal, de orientación sur. Consta de dos plantas y desván. La fachada principal está construida en mampostería enfoscada y encalada. Esta fachada principal S presenta entramados vistos. La fachada este presenta acceso de puente dintelado, recercado de sillería de arenisca, así como tres huecos de ventana de características similares a la citada puerta. La fachada oeste es más corta debido al desnivel del terreno. De ella se accede directamente al desván a través de un portón. En este lado también posee un anejo adosado utilizado como lagar. La fachada N (trasera) es casi ciega y está en parte reconstruida con bloques de cemento.
La estructura de este caserío se apoya en once postes enterizos que forman con las vigas, cabrios y tornapuntas ensambladas con colas de golondrina y cajas de espiga. La estructura posee cuatro bernias completas de un lagar gótico. Algunas cabezas de vigas están talladas en los extremos. El anejo adosado a la fachada oeste no se considera parte del monumento.